# Wydad Athletic Club (handball)
Pour les articles homonymes, voir Wydad Athletic Club.
Le Wydad Athletic Club est un club sportif professionnel marocain omnisports fondé le 8 mai 1937, basé à Casablanca et à portée nationale et internationale. Sa section de handball a été créée le 25 mars 1942, sous l'impulsion de Mohamed Benjelloun Touimi, président-fondateur du club et membre à vie du Comité international olympique (CIO).
Vainqueur de nombreux titres nationaux et internationaux, dont les 7 titres de la Botola Pro et les 13 titres de la Coupe du Trône.

## Histoire
La création du WAC fut très difficile; En effet, le contexte était marqué par le protectorat français en empire chérifien, ce qui fait l'origine de sa création est synonyme à celle du mouvement national marocain, dans un cadre sportif, club omnisports, puisque durant cette époque le port de casablanca était entouré de plusieurs piscines et pour y accéder il fallait faire partie d'un club mais les clubs étaient tous dirigés par des colons. Pour L'ODJ Maroc, « l'histoire du WAC est une partie intégrante de l’histoire de la résistance contre les colons français. Depuis sa création en 1937, le club s’est érigé en véritable symbole de nationalisme et de résistance. »
À partir de la saison 1935/1936, plusieurs marocains purent y profiter des piscines de la ville en s'inscrivant dans ses clubs. Mais le nombre de marocains augmenta rapidement ce qui a inquiété les colons qui renvoient les « indigènes » des clubs. C'est après cet événement qu'est venue l'idée de créer un club cent pour cent marocain. Mais ce ne fut pas très facile car après plusieurs demandes pour la création du club, demandes qui furent chaque fois sans réponse, les frères Benjelloun, Mohamed (président-fondateur) et Abdellatif (vice-président), décidèrent de contacter directement s.a.i. le sultan sidi Mohammed ben Youssef et c'est là qu'il intervint personnellement pour autoriser la création du nouveau club indigène. Ainsi fut créé le Wydad Athletic Club le 8 mai 1937, à Anfa (Casablanca), exactement à l'ancienne médina par des résistants marocains[réf. nécessaire] menés par : les Benjellouns Mohamed (président-fondateur), Abdellatif (1er vice-président), Abdelkader (2e vice-président), Mohamed Belhassan, Azzedine et Abdelouahed (dit Bouboul), le secrétaire général monsieur Mohamed Belhassan Affani, les trésoriers Mm. Ababou et Ahmed Zerrouk, Mohamed Massis, Mustapha Gharbaoui, Mohamed Benkirane et Mohamed Masson.
L'origine du nom est venue lors de la toute 1re réunion du premier comité du club lorsque feu Mohamed Massiss, alors membre du comité, est arrivé en retard car il regardait le dernier film arabe de l'astre d'orient, film intitulé : WYDAD (signifiant « amour » en arabe). Le club omnisports a commencé donc avec sept disciplines dont sa première équipe était celle de water-polo puisque la 1re section d'eux fut celle de natation. La 2e section du WAC fut celle de basketball, la 3e est celle de football, la 4e est celle de volleyball, la 5e est celle de rugby, la 6e est celle de handball et la 7e fut celle d'athlétisme... etc.
Créée le 25 mars 1942, sous l'impulsion de feu haj Mohamed Benjelloun Touimi, président-fondateur du club et membre à vie du Comité international olympique. Pour son début, le WAC avait participé au Championnat du Maroc en jouent son premier match de son histoire le 12 avril 1942 contre l'AS Casablanca, conclu par une victoire 3 à 2. L'après-midi du même jour, le WAC joue un deuxième match contre le Racing Athletic Club, terminé sur un match nul 1-1. 
Après quelques années, la section a été arrêtée avant d'être relancée en 1965 sous l'impulsion de Taleb Kabbaj qui en devient président à compter du 29 octobre 1965. Si ce retour est très rapidement fructueux puisque le club remporte la Coupe du Trône en 1966 puis le Championnat du Maroc en 1967.

## Palmarès
| Compétitions nationales | Compétitions internationales                         |
| - Botola Pro (7) - Champion : 1967, 1975, 1976, 1977, 1978, 1983, 1989 - Coupe du Trône (13) - Vainqueur : 1966, 1967, 1969, 1970, 1971, 1972, 1973, 1974, 1975, 1976, 1977, 1978, 1979 - Finaliste : 2008, 2009, 2011 - Botola (2e Division) (4) - Champion : 1965, 2009, 2017, 2021 - Vice-champion : 2016 - Botola (3e Division) - Champion (5) : 1965, 2009, 2016, 2017, 2021 - Botola (Ligue du Chaouia) (1) - Vainqueur : 1942 - Coupe feu Taleb Kabbaj (1) - Vainqueur : 2007 - Finaliste : 2021 - Botola Présaison de Nador (1) - Champion : 2008 | - Coupe des clubs champions - Quatrième : 1979, 1990 |